# Barbacy
Barbacy, Barbat – imię męskie pochodzenia łacińskiego, pierwotnie przydomek. Oznacza "brodacz", "brodaty". W dawnych polskich dokumentach Barbatus pojawia się jako przydomek Henryka Brodatego. 
Barbacy, Barbat imieniny obchodzi 19 lutego, w dzień wspomnienia św. Barbata z VII wieku (zm. 19 lutego 682), biskupa Benewentu.
Zobacz też:
- (8978) Barbatus